# Ульрих фон Пассау
Ульрих фон Пассау (Ulrich von Passau), Ульрих Многобогатый (Vielreichen) (ум. 20 или 24 февраля 1099) — первый бургграф Пассау (с 1078). Граф Финнингена, Изенгау, фогт Остерхофена, Асбаха и Пассау. Представитель рода Дипольдингеров-Рапотонов.
Один из трёх сыновей Рапото IV. Брат Рапото V - пфальцграфа Баварии, и Германа, епископа Аугсбурга. Впервые упоминается в хартии от 17 июля 1072 года. По смыслу документа ему тогда было не менее 15 лет.
В вопросах инвеституры был сторонником короля Генриха IV и благодаря ему значительно упрочил свое положение в Восточной Баварии.
В 1078 году возвращавшийся из Италии Генрих IV осадил замки Нойбург-ам-Инн, Формбах и Грисбах. Их владельцы, — представители рода Формбахеров, и сторонник папы епископ Пассау Альтман бежали в Венгрию.
Часть владений Формбахеров король отдал графу Рапото — брату Ульриха, а его самого назначил бургграфом Пассау. К нему перешла власть в этом городе, раньше (с 999 года) принадлежавшая епископам.
Кроме того, Ульрих получил права фогства в монастыре Остерхофен Бамбергской епархии.
Также он был графом Райхерсберга и с 1079 графом в Изенгау. Возможно, он получил эти владения благодаря женитьбе на Адельгейде фон Меглинг-Фронтенхаузен. В 1078 году она вышла замуж за Маркварта фон Марквартштайна, но вскоре овдовела, и её вторым мужем стал граф Ульрих, которому она принесла в приданое богатые земельные владения.
В 1090 году Ульрих упоминается как граф в Лундгау. Как он получил этот лён, не известно.
В 1096 году Ульрих занял у веронских купцов 500 талантов серебра, чтобы купить для своего брата Германа епископство в Аугсбурге.
В 1099 году Ульрих упоминается в качестве фогта монастырей Асбах и Остерхофен.
Ульрих умер 20 февраля 1099 года, не оставив наследников мужского пола. Король распределил его многочисленные лённые владения среди своих сторонников. Родовые земли Ульриха в Диллингене, Изенгау, Роттале и др. унаследовала его дочь Ута (ок. 1085 — 9 февраля 1150), в 1100 году вышедшая замуж за Энгельберта II фон Шпонгейм, герцога Каринтии.